# Сборная Узбекистана по теннису в Кубке Билли Джин Кинг
Сборная Узбекистана по теннису в Кубке Федерации — официальный представитель Узбекистана в Кубке Федерации. Руководящий состав сборной определяется Федерацией Тенниса Узбекистана.
Капитаном команды является Дмитрий Томашевич (занимает этот пост с 2009 года).
В настоящее время команда участвует в турнире первой группы зоны Азия/Океания.
Национальные цвета — насыщенно-голубой верх и белый низ.

## История выступлений
Сборная дебютировала в турнире в 1995 году. Из этого 21 года команда постоянно играла в региональной зоне, перемещаясь между первой и второй её группами и лишь раз добравшись до плей-офф 2-й мировой группы (тот матч, являющийся на данный момент главным в истории сборной, был проигран сборной Словакии 0-5). За это время сыграно 86 матчевых встреч (44 победы).
До 1993 года лучшие игроки сборной выступали в составе сборной СССР и СНГ.

## Рекордсмены команды
| Максимальное общее число побед               | 37-32 | Акгуль Аманмурадова                    |
| Максимальное число побед в одиночных матчах  | 24-15 | Акгуль Аманмурадова                    |
| Максимальное число побед в парных матчах     | 13-17 | Акгуль Аманмурадова                    |
| Лучшая пара                                  | 6-3   | Ирода Туляганова / Акгуль Аманмурадова |
| Наибольшее число участий в матчевых встречах | 50    | Акгуль Аманмурадова                    |
| Наибольшее число лет в турнире               | 13    | Акгуль Аманмурадова                    |

## Последние 3 матча сборной
| Год  | Стадия                      | Место (покрытие)      | Соперник         | Участвовавшие игроки                                               | Счёт |
| ---- | --------------------------- | --------------------- | ---------------- | ------------------------------------------------------------------ | ---- |
| 2015 | Зона Азия/Океания. Группа 1 | Гуанчжоу, Китай, хард | Таиланд          | Сабина Шарипова Нигина Абдураимова                                 | 0-2  |
| 2015 | Зона Азия/Океания. Группа 1 | Гуанчжоу, Китай, хард | Япония           | Акгуль Аманмурадова Нигина Абдураимова Арина Фольц Сабина Шарипова | 0-3  |
| 2015 | Зона Азия/Океания. Группа 1 | Гуанчжоу, Китай, хард | Республика Корея | Сабина Шарипова Нигина Абдураимова Акгуль Аманмурадова             | 1-2  |

## Рекорды сборной
- В 2004 году пара сборной Узбекистана стала совладелицей рекорда по максимальному числу сыгранных розыгрышей в истории турнира во время тай-брейка: в решающей парной встрече матча группового турнира 1-й группы зоны Азия/Океания узбекская пара уступила сборной Индии тай-брейк первого сета со счётом 19-21. Второй сет завершился с более явным преимуществом представительниц Южной Азии — 1-6. Со стороны сборной Узбекистана в том матче принимали участие Влада Екшибарова и Иванна Израилова.[2][3]